# آبلاک، احسانیه
ابلاک، ایهسانیا (به لاتین: Ablak, İhsaniye) یک  Köy  در ترکیه است که در afyonkarahisar province واقع شده‌است.